# Rozejm pod Brodnicą

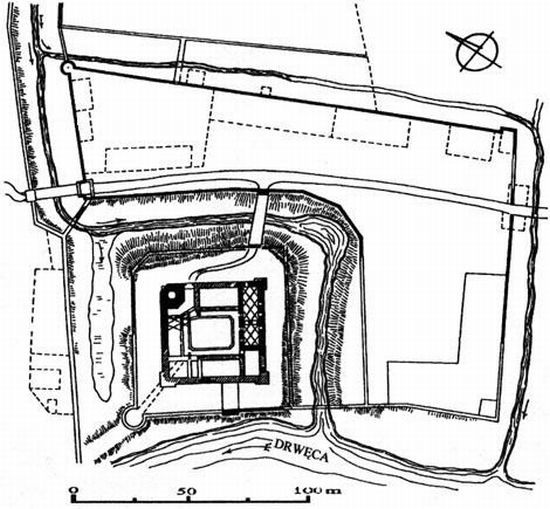
Brodnica - plan zamku

W kwietniu 1414 roku Polska i Litwa, po unii horodelskiej z 1413 roku, na zjeździe w miejscowości Grabie, ponownie wysunęły wobec zakonu krzyżackiego program roszczeń rewindykacyjnych obejmujących Pomorze Gdańskie, ziemię chełmińską, ziemię michałowską oraz posiadłości zakonu na Kujawach, Drezdenko i Santok oraz Żmudź i Jaćwież. Roszczenia polskie zostały przez władze krzyżackie odrzucone, co doprowadziło do rozpoczęcia tak zwanej wojny głodowej i wkroczenia w lipcu 1414 roku na teren Prus armii polsko-litewskiej oraz wojsk księcia śląskiego Konrada VII Białego. W trzymiesięcznej kampanii wojska przeszły szlakiem z 1410 roku przez okolice Grunwaldu do Nidzicy i dalej aż pod Elbląg, niszcząc okolice, w pobliżu których się znajdowały. W wyniku tej kampanii wielki mistrz Michael Küchmeister von Sternberg zgodził się na ustępstwa wobec Polski, obejmujące możliwość zwrotu kujawskich posiadłości Zakonu, części południowej Pomorza Gdańskiego i ziemi chełmińskiej oraz Żmudzi. Ustępstwa te zostały przez króla Jagiełłę odrzucone, ponieważ uznał je za niewystarczające.
Siły krzyżackie unikały otwartej walki, ukrywając się w warownych zamkach, co spowodowało zawrócenie armii polsko-litewskiej na ziemię chełmińską pod Brodnicę. W wyniku przeciągającego się oblężenia Brodnicy oraz szerzącej się epidemii, a także poparcia Krzyżaków przez stany pruskie z powodu znacznych zniszczeń dokonanych przez armię polsko-litewską podczas jej marszu, Jagiełło przyjął propozycję zawarcia rozejmu, wystosowaną przez legata papieskiego biskupa lozańskiego Jana. Dwuletni rozejm został zawarty 8 października 1414 roku pod Brodnicą. Postanowieniem rozejmu obie strony oddawały swój spór do rozstrzygnięcia papieżowi Grzegorzowi XII, królowi Zygmuntowi Luksemburskiemu lub soborowi, który właśnie rozpoczynał obrady w Konstancji. Tym sposobem konflikt Polski i Litwy z Zakonem przeniósł się na forum międzynarodowe i stał się przedmiotem dyskusji hierarchów na soborze w Konstancji. Termin obowiązywania rozejmu przedłużono aż do 1418 roku, a więc na czas trwania soboru. Powołana tam komisja nie potrafiła go rozstrzygnąć, w związku z tym oddała decyzję sprzyjającemu Krzyżakom Zygmuntowi Luksemburskiemu, co w konsekwencji doprowadziło do wydania 6 grudnia 1420 roku niekorzystnego wyroku i nowej wojny, która rozpoczęła się w roku 1422.